# Say Hello to Tragedy
Say Hello to Tragedy — сьомий студійний альбом німецького металкор гурту Caliban, випущений 21 серпня 2009 року лейблом Century Media Records.

## Список пісень
Автор слів Андреас Дьорнер, автор музики Caliban. 
| #     | Назва                        | Тривалість |
| ----- | ---------------------------- | ---------- |
| 1.    | «24 Years»                   | 3:47       |
| 2.    | «Love Song»                  | 3:27       |
| 3.    | «Caliban’s Revenge»          | 3:59       |
| 4.    | «End This Sickness»          | 4:16       |
| 5.    | «Walk Like The Dead»         | 4:15       |
| 6.    | «No One Is Safe»             | 3:41       |
| 7.    | «Liar»                       | 4:39       |
| 8.    | «The Denegation Of Humanity» | 4:05       |
| 9.    | «Unleash Your Voice»         | 3:35       |
| 10.   | «All I Gave»                 | 5:24       |
| 11.   | «In The Name Of Progression» | 4:46       |
| 12.   | «Coma»                       | 3:47       |
| 57:31 |                              |            |

| Обмежене видання | Обмежене видання                                                | Обмежене видання |
| #                | Назва                                                           | Тривалість       |
| ---------------- | --------------------------------------------------------------- | ---------------- |
| 13.              | «Forsaken Horizon» (Вживу на With Full Force 4-го липня 2008)   | 3:17             |
| 14.              | «Between the Worlds» (Вживу на With Full Force 4-го липня 2008) | 4:08             |

## Персонал
- Андреас Дьорнер — вокал
- Деніс Шмідт — гітара, вокал
- Марк Гьортц — гітара
- Марко Шаллер — бас
- Патрік Грюн — барабанщик

### Випуск
- Бенні Ріхтер — продюсер
- Марк Гьортц — співпродюсер
- Адам Дуткіевіч (Adam Dutkiewicz) — мікс
- Обкладинка — Basti Basti з гурту Callejon